# Ceftezol
A ceftezol az első generációs cefalosporinok(en) közé tartozó széles spektrumú antibiotikum. Staphylococcus aureus, Streptococcus pneumoniae, Escherichia coli és Proteus mirabilis(en) okozta fertőzés ellen hatásos. A baktérium-sejtfal szintézisének gátlásával hat.
Egereken végzett kísérletekben a cefazolinnal(en) azonos, a cefalotinnél(en) jobb hatékonyságot mutatott.
Újabban sav okozta fémkorrózió elleni alkalmazhatóságát tanulmányozzák.

## Mellékhatások
Hányinger, hányás, hasmenés, fájdalom az injekció beadásának helyén. Ismételt kezelés esetén felülfertőződés.
A ceftezolt a vese választja ki, ezért kölcsönhatásba lép a kiválasztást gátló probeneciddel(en).

## Adagolás
Naponta összesen 2–4 g 2–3 részletben, izomba adott injekció formájában.

## Készítmények
A nemzetközi gyógyszerkereskedelemben:
- Önállóan:
  - Beecetezole
- Nátriumsó formájában:
  - Alomen
  - Bee-Cetezole
  - Ceftezole
  - Tezacef

Magyarországon nincs forgalomban.